# Hadrianstor (Antalya)

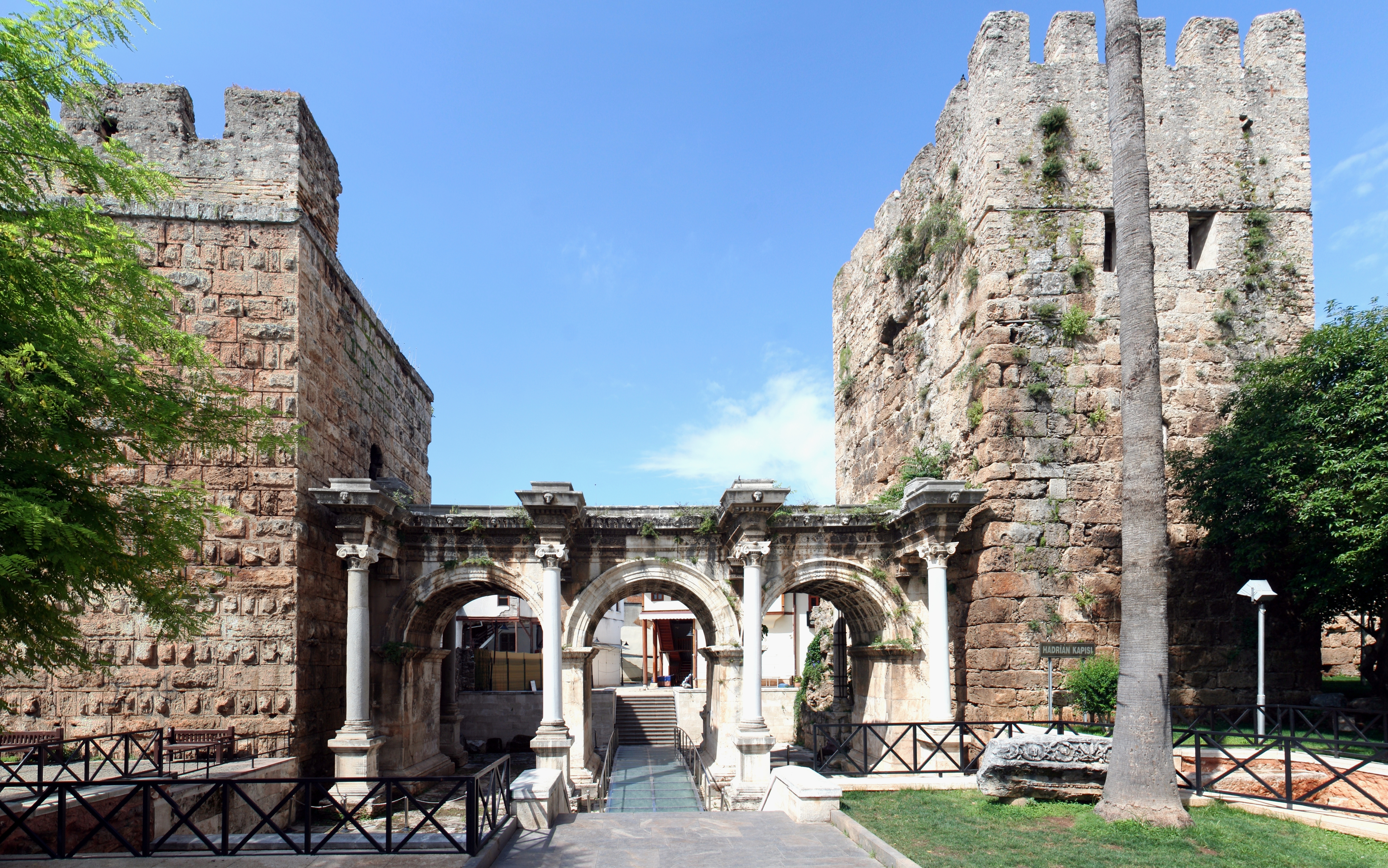
Hadrianstor in Antalya

Das repräsentative Hadrianstor (türkisch Üçkapılar „die drei Tore“) in der türkischen Mittelmeermetropole Antalya, dem antiken Attaleia, ist eine der ältesten und bedeutendsten Sehenswürdigkeiten der Stadt.

## Baugeschichte

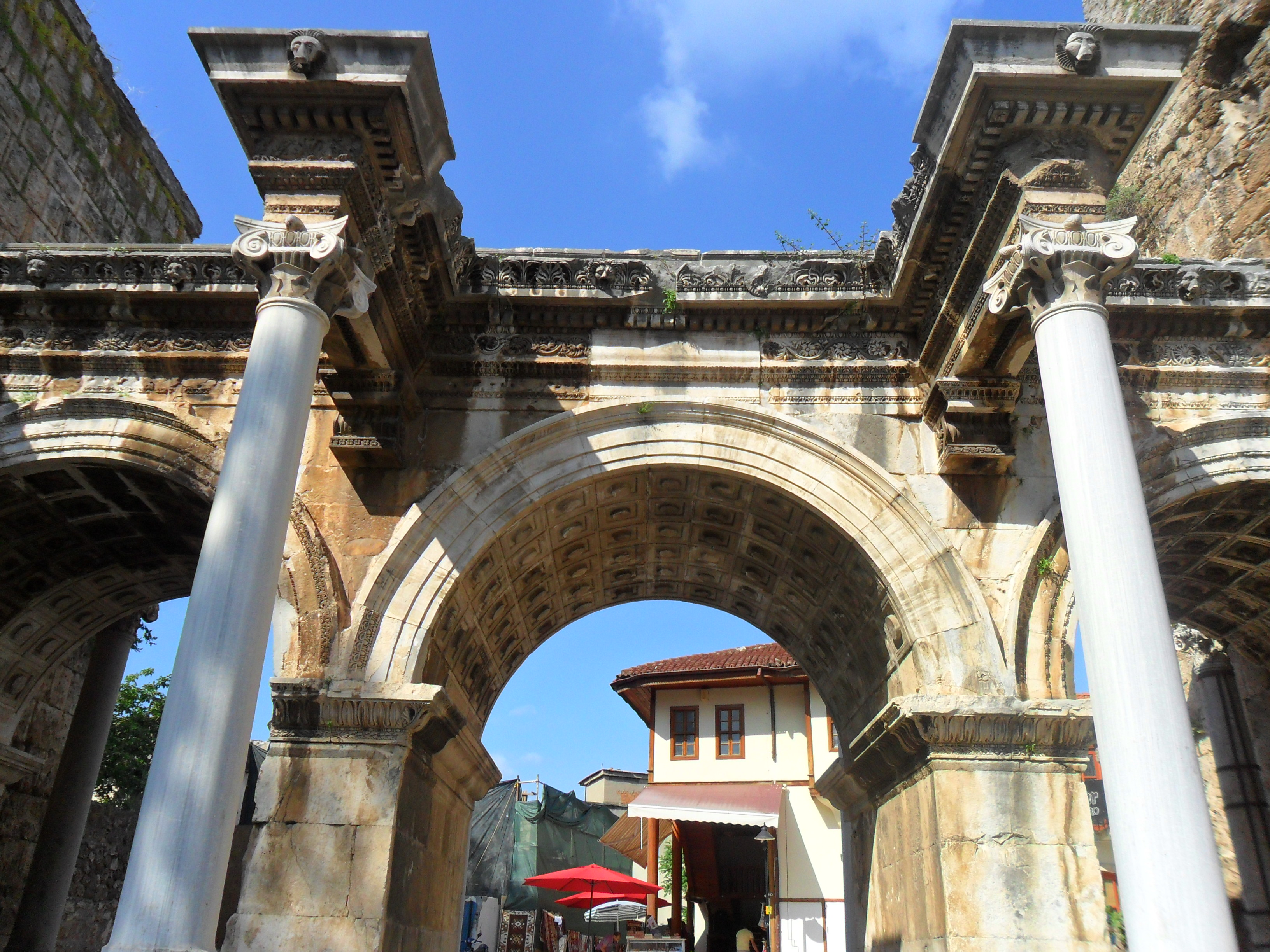
Hadrianstor (Detailfoto)

Das in die Stadtmauer integrierte und von zwei Türmen flankierte Ehrentor wurde anlässlich eines Besuchs des römischen Kaisers Hadrian erbaut. Da Hadrian sowohl zwischen 121 und 125 n. Chr. als auch zwischen 128 und 132 n. Chr. Kleinasien bereiste, ist die Datierung des Bauwerks umstritten.
Der Bau wies zwei Widmungsinschriften auf, von denen die nicht mehr erhaltene den Titel „Olympios“ nennt. Diesen Titel nahm der Kaiser im Jahr 129 n. Chr. an, weswegen diese Inschrift erst nach diesem Zeitpunkt angebracht worden sein kann. Zumindest der südliche der Türme zuseiten des Tores wurde der Schwester Hadrians, Domitia Paulina, von Iulia Sancta gewidmet. Da die Schwester kurz nach Antinoos um 130 n. Chr. starb, wird der Turm wohl vor der zweiten Reise Hadrians gestiftet worden sein.
Die andere, mit vergoldeten Buchstaben auf dem Architrav des Bogens angebrachte Inschrift liefert selbst keinen Anhaltspunkt zur Datierung. Doch könnte sie mit der ersten Reise in Verbindung stehen. Ob der Kaiser bereits bei dieser Reise Attaleia wirklich besuchte, bleibt unklar. Da derartige Besuche jedoch weit im Vorfeld der tatsächlichen Reise angekündigt wurden, nimmt man an, dass die Stadt, die in der nicht erhaltenen Inschrift als Stifter und Auftraggeber genannt wird, sich mit dem Bau des Ehrentores vorbereitete, dessen Bauzeit in dem Fall eher in den Jahren bald nach 120 n. Chr. anzusetzen wäre. Aus Anlass des tatsächlichen Besuches oder der zweiten Reise wäre dann die zweite Inschrift angebracht worden. Etwa zur gleichen Zeit oder bald davor mag der südliche Wehrturm erbaut worden sein, sodass das Tor vermutlich niemals freistand. 
Unter dem seldschukischen Sultan Kai Kobad I. wurde im 13. Jahrhundert der rechte Turm erbaut. Das Bauwerk wurde in den Jahren 1959/60 einer gründlichen Restaurierung unterzogen, bei der einige Säulen erneuert wurden.

## Architektur und Ornamentik

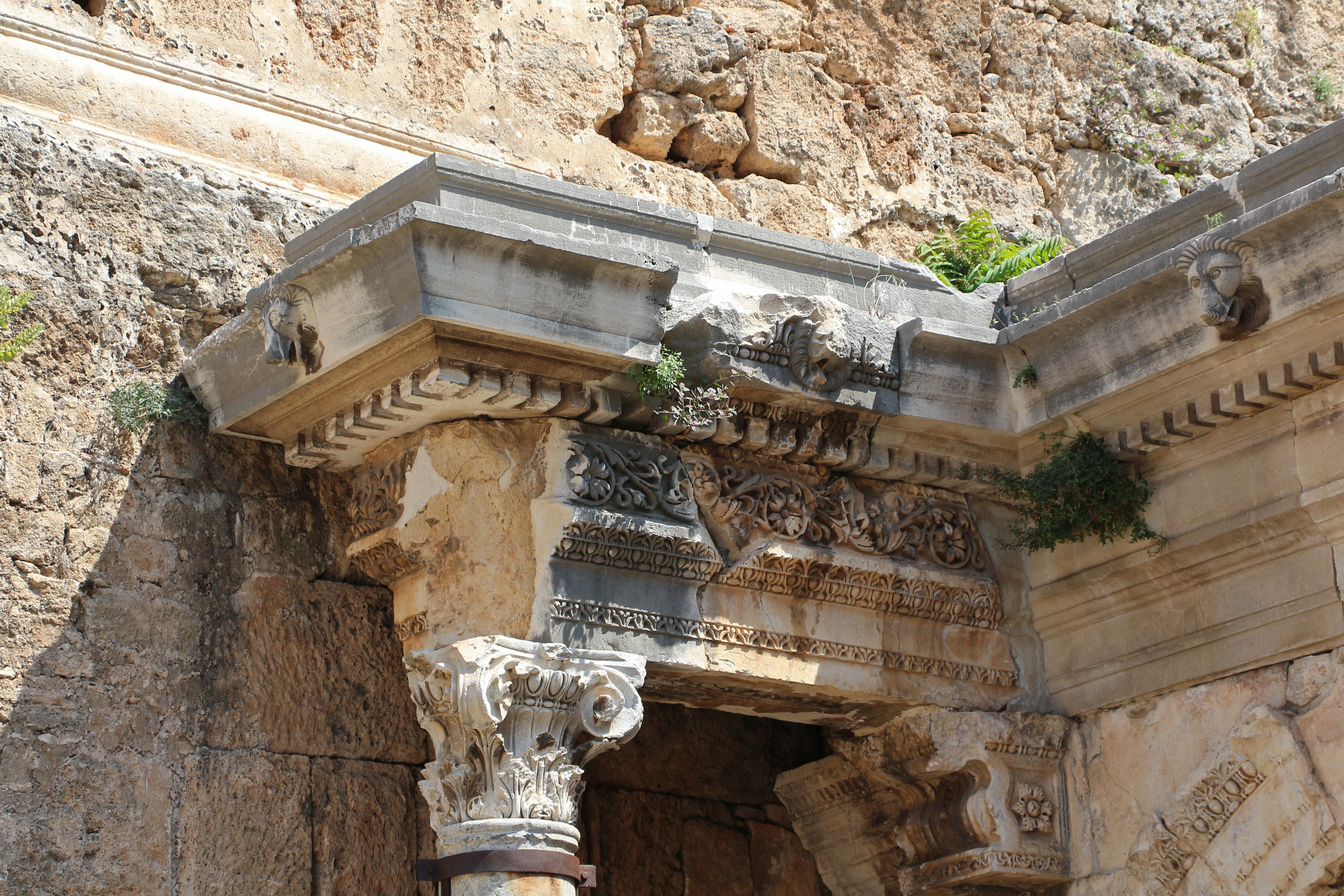
Hadrianstor, Details der Bauornamentik

Der dreibogige Torbau ähnelt auf den ersten Blick einem antiken Ehrenbogen, steht jedoch nicht frei, sondern war – mindestens auf einer Seite – an ein anderes Bauwerk angefügt. Alle drei Durchgänge haben die gleiche Weite von 4,15 Metern bei einer Höhe von 6,18 Metern bis zum Wölbungsscheitel, gemessen vom antiken Pflasterniveau, das sich aufgrund späterer Erd- und Schuttanschüttungen etwa einen Meter unterhalb des heutigen Straßenniveaus befindet. Auf beiden Seiten des Tores werden die Bögen von vier vorgestellten Säulen kompositer Ordnung gerahmt. Diese Säulen erheben sich auf freistehenden Postamenten, ihre Schäfte sind unkanneliert und aus grauem Granit, während die übrigen sichtbaren Teile des Baus aus weißem Marmor errichtet wurden. Die Säulen stehen auf attischen Basen und haben eine Höhe von 4,94 Metern bei einem unteren Durchmesser von 0,51 Metern. Ihre Kompositkapitelle sind mit Akanthusblättern in zwei Registern dekoriert, der übrige Kapitellkörper ist mit gekehlten Pfeifenstäben überzogen. Sie stehen stilistisch den etwa gleichzeitig entstandenen Kapitellen der Celsus-Bibliothek in Ephesos nahe.
Während die Bögen gleichmäßige Weiten aufwiesen, war der Abstand der Säulen links und rechts des mittleren Durchgangs um 22 Zentimeter erweitert. Über den Säulen ist das 1,28 Meter hohe Gebälk verkröpft. Dessen Architrav, der ursprünglich die in Metallbuchstaben ausgeführte Stiftungsinschrift trug, ist in zwei glatte Bänder (Faszien) geteilt, die reich mit Ornamenten voneinander abgesetzt sind: Perlstab und lesbisches Blattkyma bekrönen die untere Faszie, eine Abfolge aus Perlstab, Eierstab und Blattkyma die obere Faszie. Darüber befindet sich ein Fries aus stark akanthisierten, gleichmäßig rhythmisierten Wellenranken, deren Triebe in großen Blüten, Rosetten und Blattwedeln enden. Mit ihren plastisch ausgearbeiteten Stängeln und Akanthuskelchen füllen sie fast die gesamte Friesfläche, dennoch ist der Reliefgrund sauber geglättet und herausgearbeitet. Es folgt eine unter- und oberhalb von Eierstäben gerahmte Zahnschnittleiste. Das darüber befindliche Geison ist als einfache ionische Hängeplatte gebildet. Die das Gebälk abschließende Sima ist mit regelmäßig verteilten Löwenköpfen verziert, zwischen denen ein Anthemion aus je vier Palmetten und drei Lotosblüten vermittelt. Auf den Stirnseiten der verkröpften Gebälkabschnitte über den Säulen ist je ein Löwenkopf mittig zwischen Anthemien angebracht.
Die Bogenwölbungen selbst sind mit eingelegten, flachen Kassetten verziert, die jeweils von Eierstäben gefasste Rosetten- und Blütenornamente enthalten. Die mittleren Pylone des Tores sind so schmal, dass die Archivolten der von ihnen getragenen Bögen aneinanderstoßen. Die demgegenüber breiteren äußeren Pylone enden in flachen Antenpfeilern mit entsprechenden Antenkapitellen.
Bis zur Oberkante des Gebälkes erreicht das Tor eine Höhe von 8,03 Metern. Von dem einst vorhandenen Obergeschoss, das nach Francis Beaufort, der Antalya im Jahr 1812 untersuchte, die zweite Inschrift trug, lässt sich keine genaue Vorstellung gewinnen. Da Beaufort Reste von insgesamt 14 Säulen sah und nur vier der größeren unteren Ordnung erwähnt, wird das Obergeschoss ebenfalls Säulenstellungen besessen und die verbliebenen zehn Säulen aufgenommen haben. Vom Obergeschoss war gegen Ende des 19. Jahrhunderts nur noch die unterste Steinlage erhalten. Darauf befanden sich zwei quadratische Pfeilerbasen, die bei einer Jochweite von 2,36 Metern keinen Achsbezug zur Säulenstellung des unteren Geschosses aufwiesen. Von den Säulen Beauforts wurden keine Spuren mehr gefunden.

## Aktueller Status
Der wichtigste Grund, warum das Hadrianstor bis heute überlebt hat, ist, dass die Stadtmauern außerhalb des Tores lagen und das Tor daher viele Jahre nicht benutzt werden konnte. Da das Tor eines der wichtigsten Werke der Region Pamphylien ist, haben die lokalen Regierungen große Sorgfalt darauf verwendet, dass das Tor erhalten bleibt. 2016 wurden im Bereich nordöstlich des Tores Begrünungsarbeiten durchgeführt.
2021 wurden im südwestlichen Teil des Tores Steinbodenarbeiten im Einklang mit der Geschichte durchgeführt. Auf der Straße vor dem Tor wurde ein Geländer aus einem speziellen Marmor gefertigt. Dadurch wurde die Umgebung der Tür sowohl verschönert als auch eine Harmonie mit ihrer historischen Textur erreicht. Außerdem wurde das Tor auf beiden Seiten für Fußgänger geöffnet.